# ASC Le Geldar
El Association Sportive et Culturelle Le Geldar es un equipo de fútbol de la Guayana Francesa que juega en la Campeonato Nacional de la Guayana Francesa, la liga de fútbol más importante del territorio.

## Historia
Fue fundado en el año 1957 en la ciudad de Kourou y es el equipo más ganador de torneos de liga con 9; también ha sido campeón de copa en 8 ocasiones en torneos locales diferentes.
A nivel internacional ha participado en 1 torneo continental, en la Copa de Campeones de la Concacaf del año 1992, donde fue eliminado en la Primera Ronda por el SV Robinhood de Surinam.

## Palmarés
- Campeonato Nacional de la Guayana Francesa: 10

1985, 1988, 1989, 2001, 2004, 2005, 2008, 2009, 2010, 2013
- Copa de la Guayana Francesa: 4

1979, 2007, 2009, 2010
- - Finalista: 2

1976, 2012
- Copa de Campeones de Ultramar: 1

2005
- Copa DOM: 1

2005
- Copa de la Municipalidad de Kourou: 1

1982/83
- - Finalista: 1

1983/84
- Copa de las Guyanas: 1

2008
- Trofoe de Campeones de Antillas-Guyana: 1

2005
- - Finalista: 2

2009, 2010
- Copa Regional de Francia: 4

1983, 1988, 2002, 2010
- - Finalista: 5

1979, 2000, 2003, 2005, 2009
- Copa UNAF: 3

2005, 2007, 2008
- - Finalista: 1

2010

## Participación en competiciones de la CONCACAF
- Champions' Cup: 1 aparición

1992 - Primera Ronda (Caribe) - eliminado por  SV Robinhood 2 - 1 en el marcador global

## El Equipo en la Estructura del Fútbol Francés
- Copa de Francia: 4 apariciones

1983/84, 1988/89, 2002/03, 2009/2010
- - Series Ganadas:

1988/89 ASC Le Geldar 1-1 EAC Chaumont (5-4 pen), (ronda 8)
FC Sens 1-2 ASC Le Geldar (ronda 9)